# (4231) Fireman
(4231) Fireman es un asteroide perteneciente al cinturón de asteroides, descubierto el 20 de noviembre de 1976 por el equipo del Observatorio del Harvard College desde la Estación George R. Agassiz,  Estados Unidos.

## Designación y nombre
Designado provisionalmente como 1976 WD. Fue nombrado Fireman en honor al físico estadounidense Edward L. Fireman.